# 石中劍 (電影)
《石中劍》，是一部由華特迪士尼於1963年製作並發行的動畫電影。它的上映日期是1963年12月25日（香港則於1964年5月28日上映），為第18部華特迪士尼經典動畫長片。虽然中国大陆地区没有公映，但大陆曾在CCTV6频道中播放过大陆配音版本。
电影是改編自T·H·懷特（T. H. White）的同名小說：《永恆之王》（The Once and Future King，1938年－1958年）系列之一的《石中劍》（The Sword in the Stone，1938年）。

## 故事大綱
敘述童年時期的亞瑟（Arthur），當時只是個打雜的小兒沃特／華特（Wart）；老魔法師梅林（Merlin）訓練和教育他，跟隨梅林歷經不同的體驗和冒險，還與壞女巫鬥法。當華特不經意地拔起廣場的石中劍，預言中的君主亞瑟王也就此出現。

## 配音員
| 配音            | 配音     | 角色                                          |
| 英語            | 國語     | 角色                                          |
| --------------- | -------- | --------------------------------------------- |
| 瑞奇·索倫森     | 張宇豪   | 亞瑟／沃特／華特（Arthur／Wart）              |
| 卡爾·索文森     | 胡立成   | 梅林（Merlin）                                |
| 吉尼斯·馬修斯   | 孫中台   | 阿基米德（Archimedes）                        |
| 賽巴斯丁·卡伯特 | 雷威遠   | 艾克特爵士（Sir Ector）                       |
| 諾曼·艾爾登     | 姜先誠   | 凱伊爵士（Sir Kay）                           |
| 瑪莎·溫特沃斯   | 崔幗夫   | 蠻夫人／敏夫人（Madam Mim）                   |
| 艾倫·納皮爾     | 沈光平   | 培利諾爾爵士（Sir Pellinore）                 |
| 索爾·拉文索夫特 | 姜先誠   | 巴特爵士（Sir Bart）                          |
| 吉米·麥克唐納   | 使用原音 | 狼（The Wolf）                                |
| 金妮·泰勒       | 使用原音 | 小女孩松鼠（The Little Girl Squirrel）        |
| 芭芭拉·喬·艾倫  |          | 艾克特爵士的女傭（Sir Ector's Scullery Maid） |

## 幕後花絮

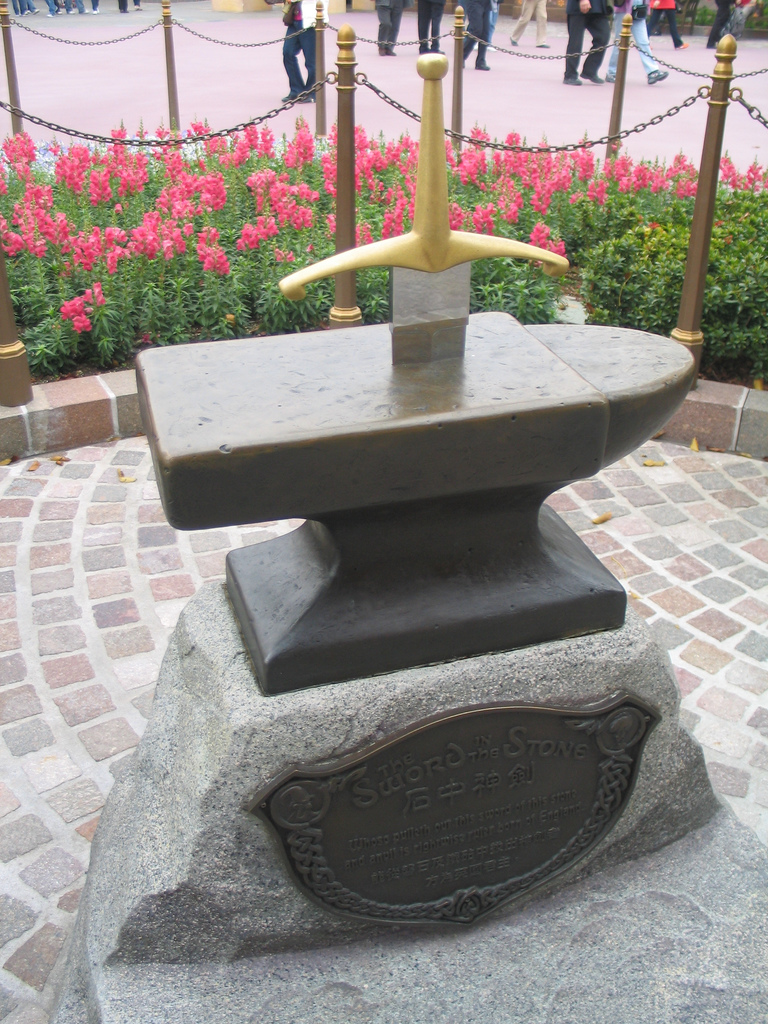
香港迪士尼樂園裡的石中劍雕塑

不列顛之王身份的象徵。劍身上有這樣的銘文:“Whoso pulleth out this sword from this stone and anvil is duly born King of all England”—“凡能自石臺上拔出此劍者，即為英格蘭之王”。石中劍是選定王所用的“天命之劍”，和後來得到的王者之劍（Excalibur）不同，它只是作爲象徵王權的聖劍。亞瑟王後來在與King Pellinore交鋒時折斷了石中劍。

## 電影歌曲
- 《The Sword in the Stone》
- 《Higitus Figitus》
- 《That's What Makes the World Go Round》
- 《A Most Befuddling Thing》
- 《Mad Madame Mim》

## 影音產品
中文版DVD在台湾由博伟发行，中文版VCD在中国大陆由中录德加拉发行。

## 外部連結
- 官方网站
- AllMovie上《石中劍》的资料（英文）
- 大卡通資料庫上《石中劍》的資料（英文）

- 互联网电影数据库（IMDb）上《石中劍》的资料（英文）
- 豆瓣电影上《石中劍》的資料 （简体中文）
- TCM电影资料库上《石中劍》的资料（英文）
- 爛番茄上《石中劍》的資料（英文）
- Box Office Mojo上《石中劍》的資料（英文）